# The Mars Volta
The Mars Volta je bio američki progresivni rock sastav. U njihovu se zvuku vidi utjecaj mnogih vrsta glazbe, kao što su punk rock, jazz i salsa. Također, oni su dobitnici Grammyja za najbolju hard rock izvedbu 2009. godine.

## Diskografija

### Studijski albumi
- De-Loused in the Comatorium (2003.)
- Frances the Mute (2005.)
- Amputechture (2006.)
- The Bedlam in Goliath (2008.)
- Octahedron (2009.)
- Noctourniquet (2012.)
- The Mars Volta (2022.)
- Que Dios Te Maldiga Mi Corazón (2023.)
- Lucro Sucio; Los Ojos del Vacío (2025.)

## Vanjske poveznice
- Službena stranica (engl.)

### Ostali projekti
|  | Zajednički poslužitelj ima još gradiva o temi The Mars Volta |